# Andilly (Meurthe-et-Moselle)
Andilly é uma comuna francesa na região administrativa de Grande Leste, no departamento de Meurthe-et-Moselle. Estende-se por uma área de 7,12 km². Em 2010 a comuna tinha 294 habitantes (densidade: 41,3 hab./km²).